# Папа (мученик)
Па́па († IV в.?) — христианский мученик, пострадавший за веру во время царствования императора Максимиана.
О мученике Папе известно мало. Он жил в городе Ларанде (Малая Азия). В царствование императора Максимиана (285—310 гг.) его судили и пытали за веру во Христа, затем в сапогах со вбитыми внутрь остриём гвоздями вели для повторного суда в город Диокесарию и далее в Селевкию Исаврийскую. Святой Папа скончался привязанным к бесплодному дереву, которое стало плодоносить.

## Почитание
В Православной церкви память мученика Папы совершается 16 марта по юлианскому календарю (29 марта по григорианскому).